# Dragoewo
Dragoewo (bułg. Драгоево) – wieś w Bułgarii, w obwodzie Szumen, w gminie Weliki Presław. W 2024 roku liczyła 799 mieszkańców.

## Historia
W 1697 roku węgierski podróżnik Janos Komaromi zanotował, że bułgarska wioska Dragoykoi (nazwa za panowania osmańskiego) położona była u podnóża góry Nowak i słynęła z wina.